# Soldats taïwanais de l'armée impériale japonaise
Des soldats taïwanais de l'armée impériale japonaise (en chinois : 台籍日本兵, en japonais : 台湾人日本兵) sont enrôlés dans les forces de l'empire du Japon durant la Seconde Guerre mondiale. Selon des statistiques du ministère de la Santé, du Travail et des Affaires sociales du Japon, un nombre total de 207 183 Taïwanais ont servi l'empire japonais et 30 304 d'entre eux sont morts au combat ou portés disparus.

## Histoire

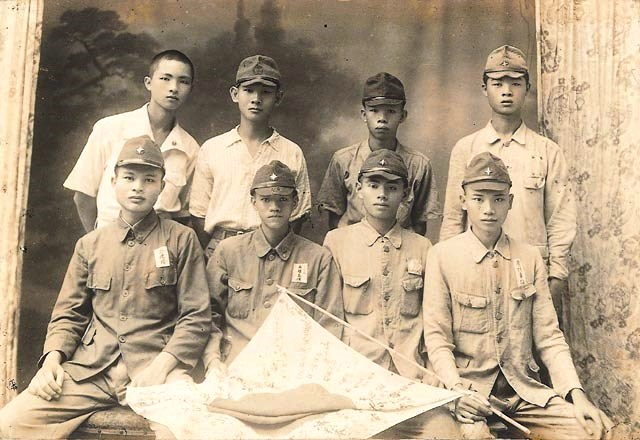
Soldats taïwanais de l'armée impériale japonaise.

Pendant l'été 1937, l'empire du Japon commence à recruter des Taïwanais dans son armée. Avant cette date, les Taïwanais étaient bannis de l'armée. Au cours de la guerre, il y eut un besoin croissant de traducteurs sinophones pour les opérations militaires en Chine et de nombreux volontaires taïwanais ont alors donné des leçons de min, cantonais et mandarin, et ont servi de traducteurs aux côtés de l'armée. Le nombre de Taïwanais servant à cette fonction est classé secret et reste aujourd'hui encore inconnu.
En 1942, après l'entrée en guerre des États-Unis à la suite de l'attaque sur Pearl Harbor, le Japon lève son interdiction aux Taïwanais de servir dans l'armée et forme une armée de volontaires à Taïwan. Une nouvelle loi autorise les résidents des territoires et colonies outre-mer du Japon à servir dans l'armée et est tout d'abord promulguée en Corée en 1938. Les premiers recrutements sont très limités avec seulement quelques centaines de volontaires sur un nombre potentiel beaucoup plus important. Ce nombre grandit petit à petit afin de remplacer les pertes au combat. Un programme similaire est établi en 1943 à Taïwan et en Corée pour autoriser les non-Japonais à servir dans la marine.
En raison des pertes de plus en plus importantes contre les États-Unis, le gouvernement japonais achève des programmes de recrutement de volontaires de l'armée et de la marine respectivement en 1944 et 1945, puis les remplace par une conscription obligatoire. Avant la capitulation du Japon, il y avait 126 750 non-combattants et 80 453 soldats et marins servant dans l'armée japonaise, avec environ 16 000 d'entre eux recrutés via les programmes de volontaires. Un total de 30 304 militaires, ou 15 % des recrues et conscrits, sont morts, ou présumés morts, au combat. De plus, 173 Taïwanais servant dans l'armée japonaise ont été condamnés pour crimes de guerre de classe B et C. 26 soldats taïwanais ont été condamnés à mort mais seuls deux ont réellement été exécutés.

## Vétérans

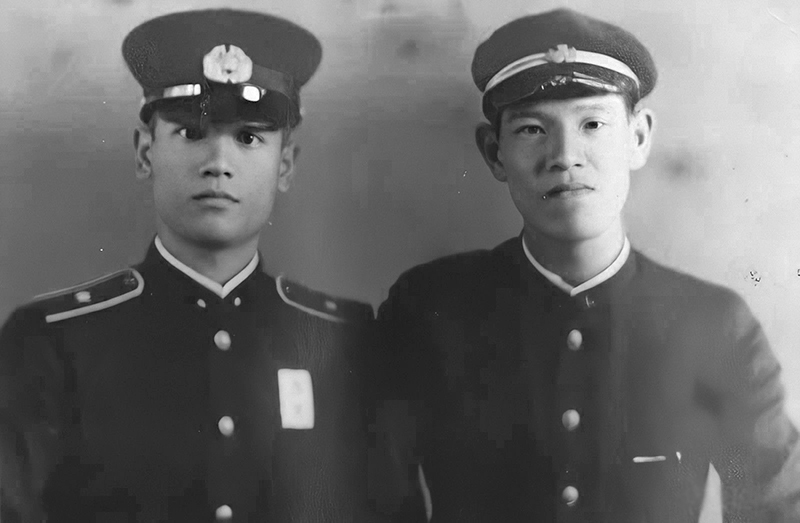
Lee Teng-hui (à droite) avec son frère, Lee Teng-chin, en uniforme de la marine impériale japonaise.

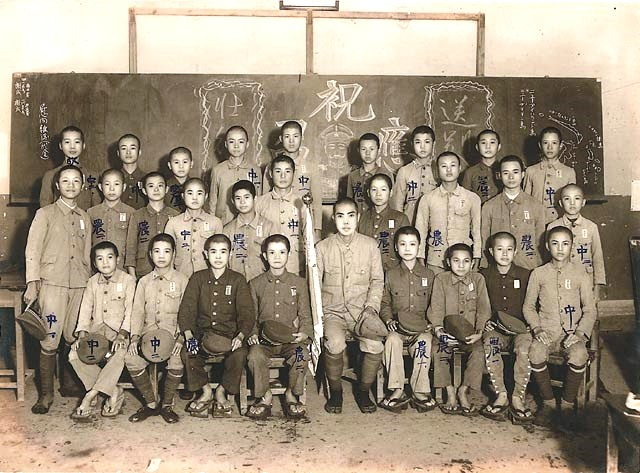
Étudiants taïwanais appelés sous les drapeaux lors d'une fête d'adieu.

Quand on leur demande la raison de leur enrôlement, de nombreux vétérans taïwanais répondent qu'ils l'ont fait pour être mieux traités eux et leurs familles. Ceux qui servaient avaient droit à de la bonne nourriture et d'autres articles rationnés pour leurs familles, et étaient moins discriminés par le gouvernement japonais. Une autre raison est qu'ils étaient traités avec égalité avec les autres soldats japonais parce qu'ils « étaient tous des soldats de l'empereur ». Après la défaite japonaise et la rétrocession de Taïwan à la Chine, de nombreux vétérans ont été persécutés par le gouvernement nationaliste du Kuomintang parce qu'ils étaient considérés comme des hanjian (traitres) pour avoir servi dans l'armée japonaise. Certains vétérans ont plus tard participé à l'incident 228, un soulèvement insulaire contre le gouvernement nationaliste qui précéda l'instauration de la période de répression de la terreur blanche.
L'ancien président taïwanais Lee Teng-hui a brièvement servi comme sous-lieutenant dans l'armée impériale japonaise dans les derniers mois de la guerre. Son frère, Lee Teng-chin, est mort au combat aux Philippines alors qu'il servait dans la marine japonaise et ses restes n'ont jamais été redécouverts. Lee Teng-chin, ainsi qu'au moins 26 000 anciens soldats taïwanais et des centaines de volontaires de Takasago, morts ou présumés morts au combat, sont honorés au Yasukuni-jinja à Tokyo.